# RegioExpress

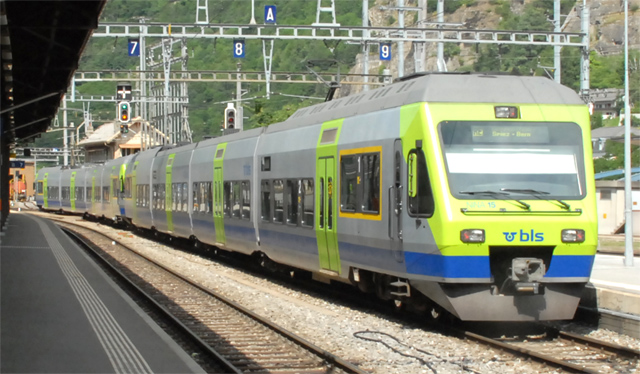
RegioExpress en gare de Brigue effectué par une rame Nina du BLS.

RegioExpress désigne une catégorie de train à vocation de desserte régionale accélérée, c'est-à-dire sans arrêt à toutes les stations. Cette appellation a fait son apparition en Suisse mais est également utilisée par la compagnie italienne Trenord qui assure les liaisons locales du nord de Milan. Il peut parfois être soumis au principe de l'auto-contrôle, c'est-à-dire qu'il n'y a pas systématiquement de contrôleur pour vérifier les titres de transport.

## Description

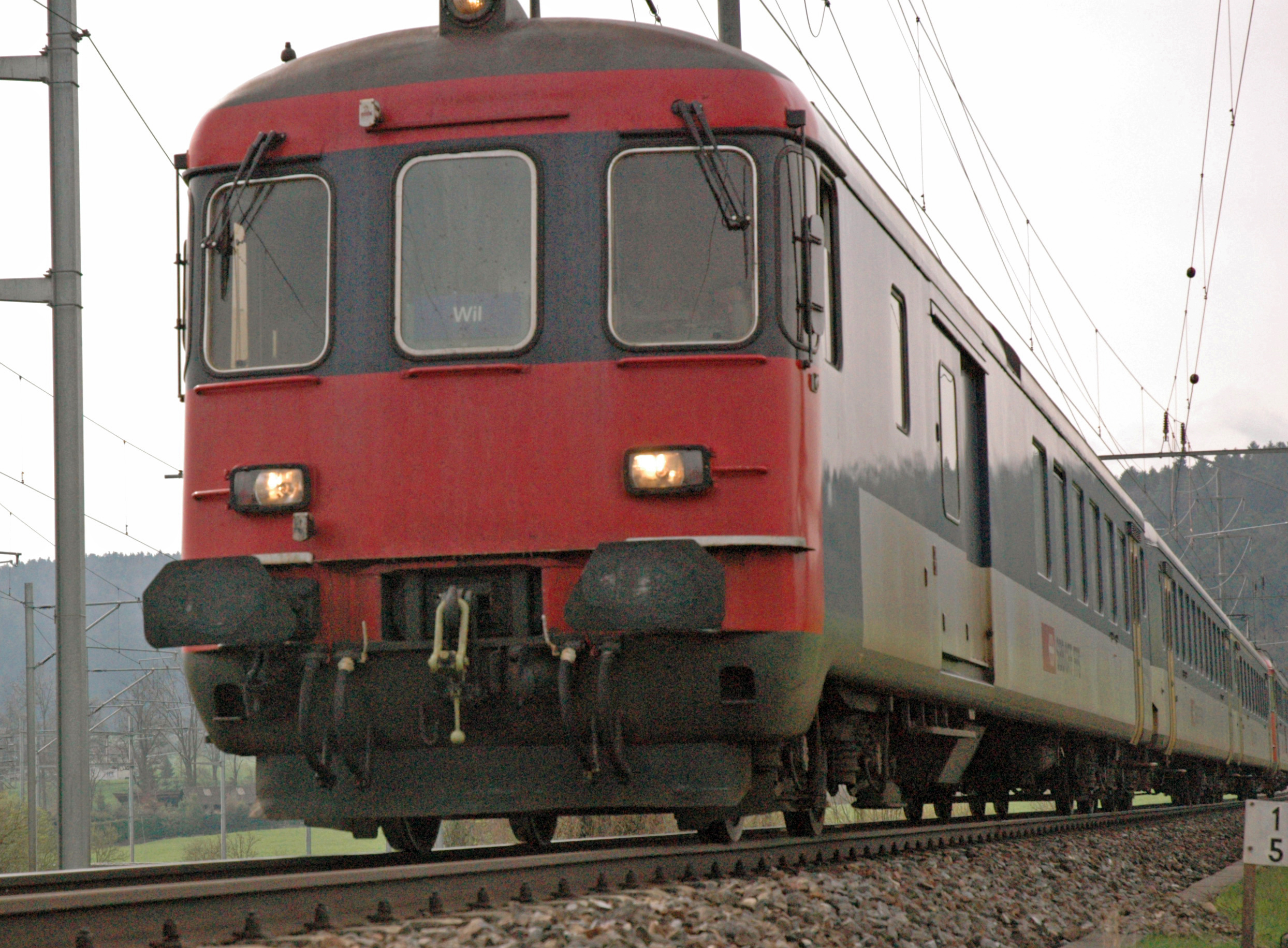
Train direct navette des CFF composé de voitures VU II.

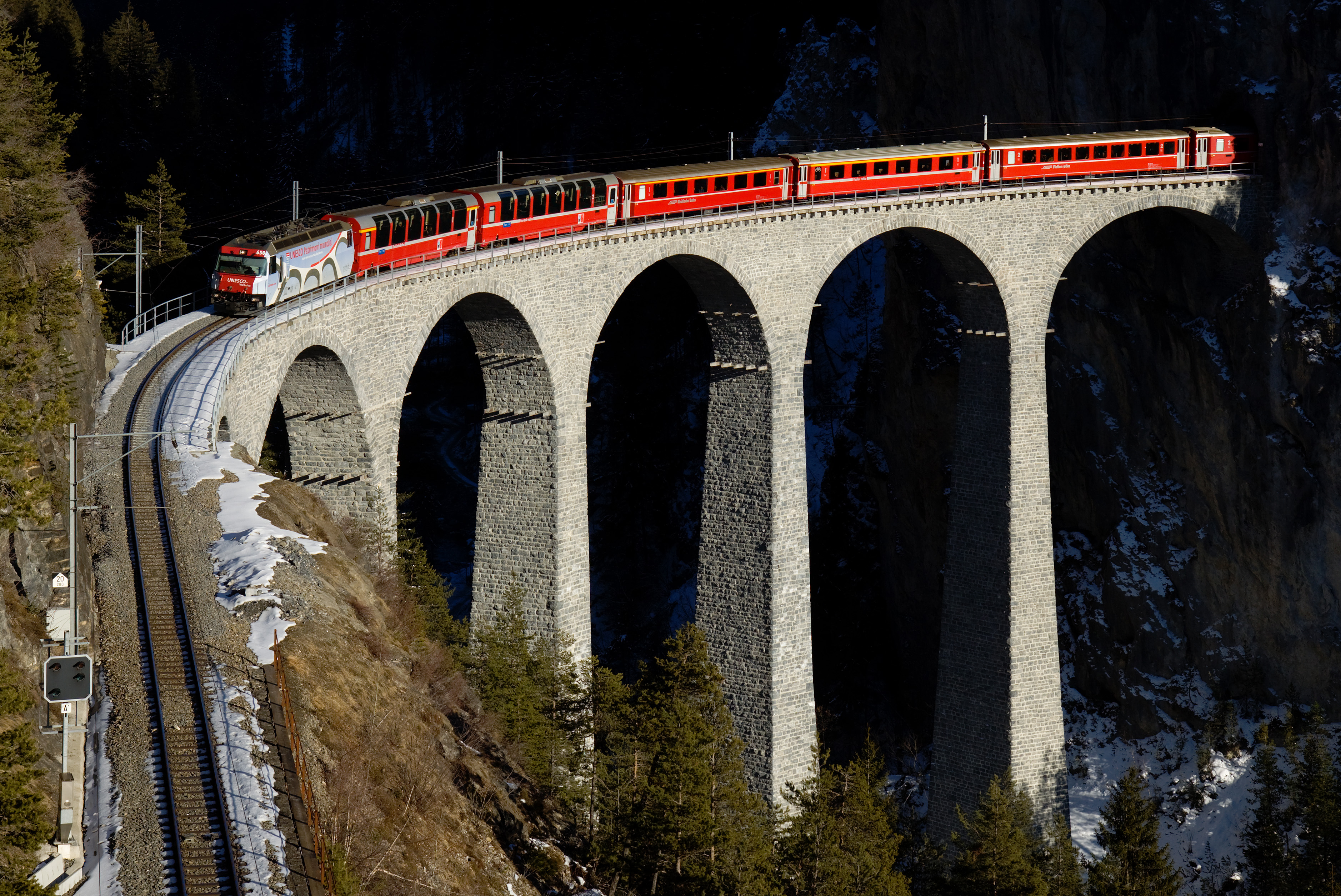
Un RegioExpress, de Saint-Moritz à Coire, sur le viaduc de Landwasser.

À l'origine, le RegioExpress se nommait plus simplement « train direct » ((de) Schnelzug) avant de devenir RegioExpress, contraction multilingue de « Train régional express », dans les années 2000. Il fut désigné par le signe RX avant d'être changé en RE.
Un train RegioExpress est décrit par l'indicateur officiel suisse comme « rapidement dans les régions » et se définit dès lors comme un train régional accéléré reliant un nœud de correspondance à un autre tout en s'arrêtant dans les gares d'importance moyenne ou faible délaissées par les trains de catégories supérieures. En principe il attend quelques minutes les correspondances, et il accepte les vélos. Normalement, le train est accompagné par un chef de train et n'est donc pas forcément soumis à l'auto-contrôle.
Les RegioExpress ne sont pas l'apanage des chemins de fer à voie normale : par exemple, les Chemins de fer rhétiques en exploitent également.

## Matériel

### Suisse

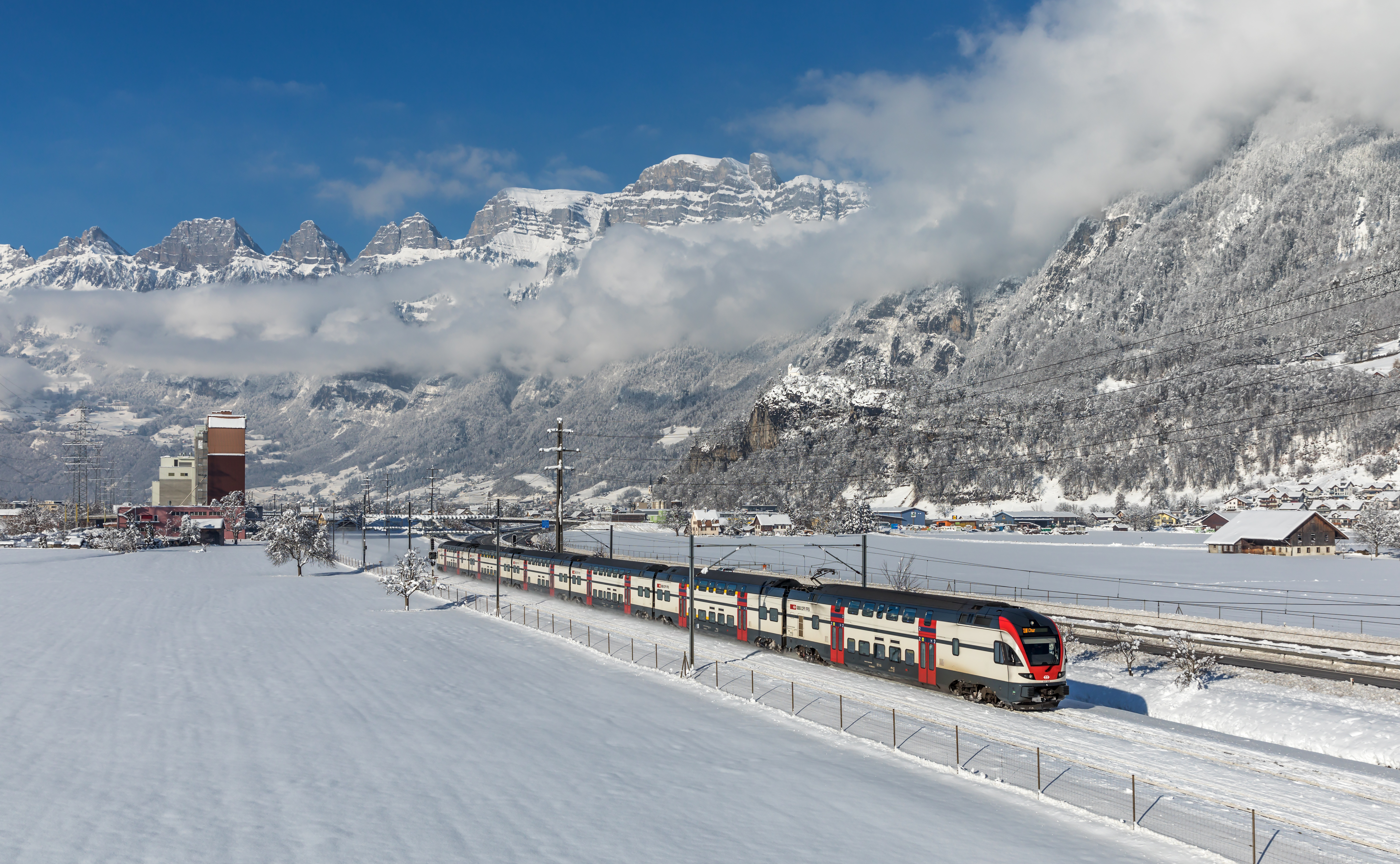
Le RegioExpress Zurich - Chur, ici entre Flums et Mels avec les Churfirsten en arrière plan. Janvier 2021.

En Suisse, plusieurs entreprises ferroviaires telles que les CFF ou le RhB exploitent des RegioExpress et utilisent donc un matériel spécifique selon leurs besoins. Le matériel ainsi engagé peut grandement varier selon les régions et l'importance accordée par l'exploitant à la relation en question ainsi qu'à l'aide octroyée par le canton.
À titre d'exemple, les RegioExpress desservant les lignes de l'arc jurassien, comme sur la relation Bienne - Delémont sont elles exploitées par des rames FLIRT identiques à celles utilisées pour le trafic régional tandis que ce sont des rames « Kiss » RABe 511 du constructeur suisse Stadler Rail qui sont utilisées sur la ligne Lausanne - Genève. A contrario, le BLS utilise du matériel VU III climatisé et récemment rénové sur ses relations RE comme Berne - Lucerne
Désormais, les trains RegioExpress entre Bienne et Délémont possèdent les nouvelles rames Domino. Les rames NTN vont désormais se retirer petit à petit du trafic voyageurs en Suisse.

### Italie
En Italie, la compagnie Trenord, filiale à 50 % de Trenitalia assure la quasi-totalité de ses liaisons ferroviaires de la région Lombardie avec des convois Vivalto construits par Corifer. Ces rames sont également utilisées pour les liaisons transfrontalières avec la Suisse sur les lignes :
- S 10/RE : Milano Centrale - Chiasso - Bellinzona - Castione-Arbedo - Erstfeld
- S 30 : Aéroport de Milan Malpensa - Luino - Bellinzona
- S 40 : Côme - Chiasso - Mendrisio - Stabio.

## Équivalence
Pour cette catégorie, il est difficile de donner une définition sur le plan international.
Il correspond à peu près au TER (train express régional) de la SNCF. D'ailleurs, lorsqu'un train TER pénètre sur le réseau suisse, il est officiellement indiqué comme RegioExpress[réf. nécessaire]. Attention à ne pas confondre le RE (Suisse) avec l'IRE (Allemagne) qui désigne un train InterRegioExpress.